# Sansais
Sansais ist eine französische Gemeinde mit 765 Einwohnern (Stand: 1. Januar 2022) im Département Deux-Sèvres in der Region Nouvelle-Aquitaine. Sie gehört zum Arrondissement Niort und zum Kanton Frontenay-Rohan-Rohan.

## Geographie
Bessines liegt etwa zehn Kilometer westsüdwestlich von Niort in der Landschaft Marais Poitevin. Das Gemeindegebiet gehört zum Regionalen Naturpark Marais Poitevin. Umgeben wird Sansais von den Nachbargemeinden Coulon im Norden, Magné im Nordosten, Frontenay-Rohan-Rohan im Osten und Südosten, Amuré im Süden, Saint-Georges-de-Rex im Südwesten sowie Le Vanneau-Irleau im Westen.
Durch die Gemeinde führt die frühere Route nationale 11 (heutige D611).

## Geschichte
Zwischen 1973 und 1980 war Sansais Teil der Gemeinde Coulon.

## Bevölkerungsentwicklung
| Jahr                       | 1962 | 1968 | 1982 | 1990 | 1999 | 2006 | 2018 |
| Einwohner                  | 517  | 510  | 566  | 688  | 659  | 672  | 756  |
| Quellen: Cassini und INSEE |      |      |      |      |      |      |      |

## Sehenswürdigkeiten
- Kirche Saint-Vincent
- Schloss

## Persönlichkeiten
- Louis François Jean Chabot (1757–1837), Divisionsgeneral der Infanterie

## Gemeindepartnerschaft
Mit der belgischen Gemeinde Crisnée in Wallonien besteht eine Partnerschaft.